# Parungkamal
Parungkamal is een bestuurslaag in het regentschap Banyumas van de provincie Midden-Java, Indonesië. Parungkamal telt 5495 inwoners (volkstelling 2010).